# Cataulacus guineensis
Cataulacus guineensis är en myrart som beskrevs av Smith 1853. Cataulacus guineensis ingår i släktet Cataulacus och familjen myror. Inga underarter finns listade.